# صريد
الصُرَيْدات هي مجموعة من ثلاثة أنواع من الطيور من جنس Falcunculus المتوطنة في أستراليا حيث تسكن غابات الأوكالبتوس المفتوحة والغابات.